# غشائية قاطنة البرودة
غشائية قاطنة البرودة (الاسم العلمي: Hymenobacter algoricola) هي نوع من البكتيريا، سلبية الغرام، تتبع جنس غشائية.